# Wezep

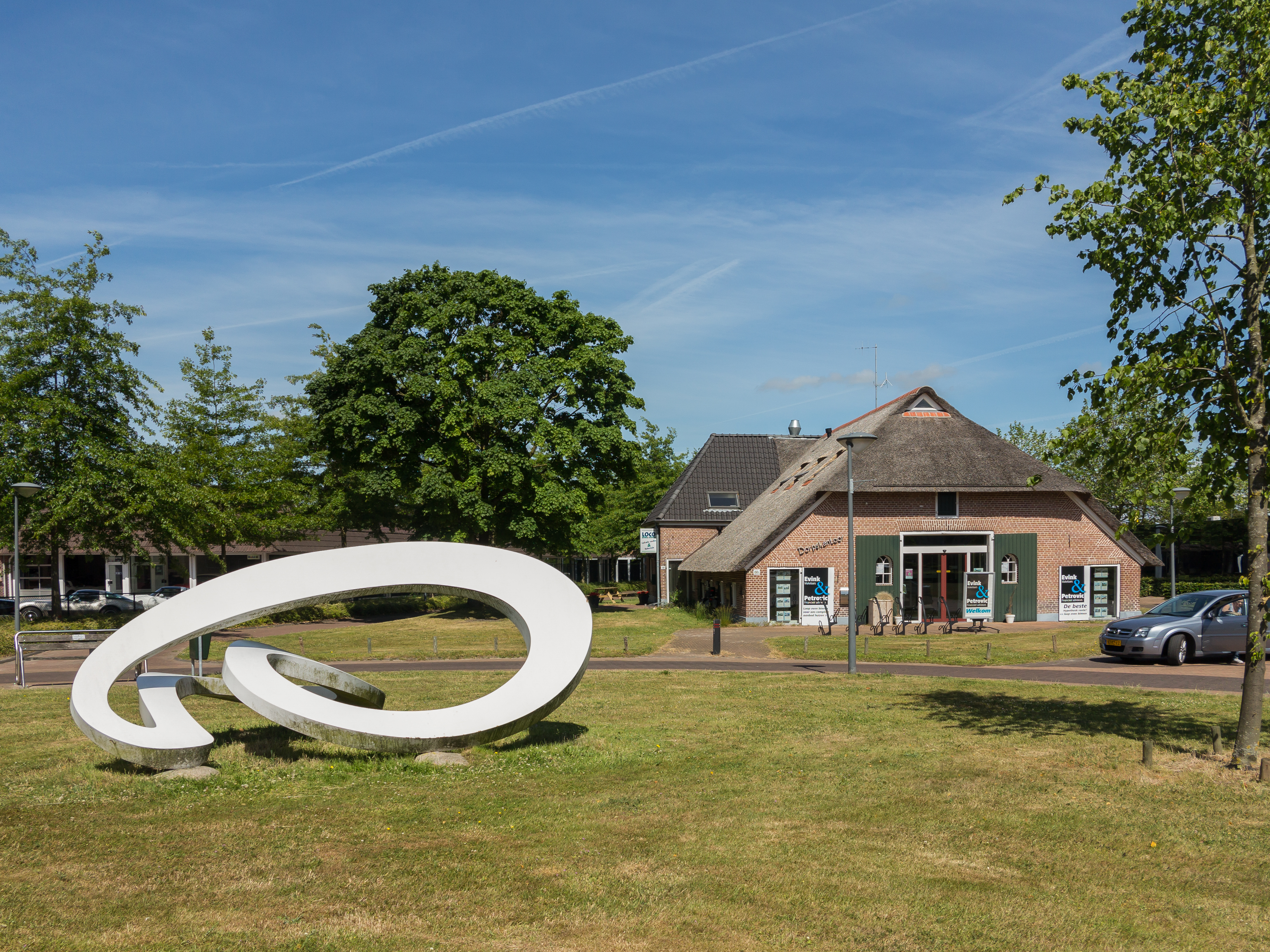
Wezep, het gebouw van het voormalige dorpskantoor

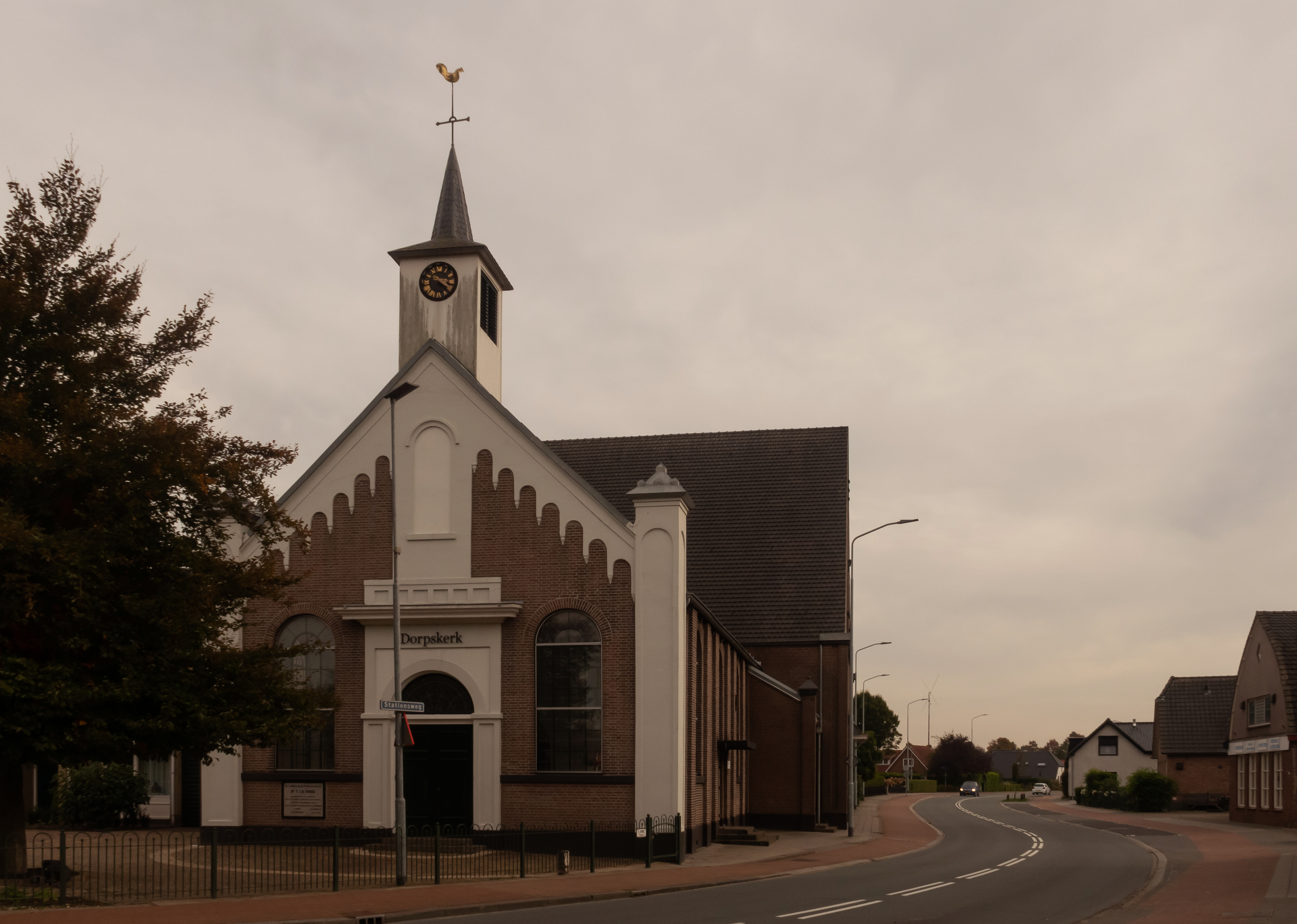
Wezep, de Dorpskerk

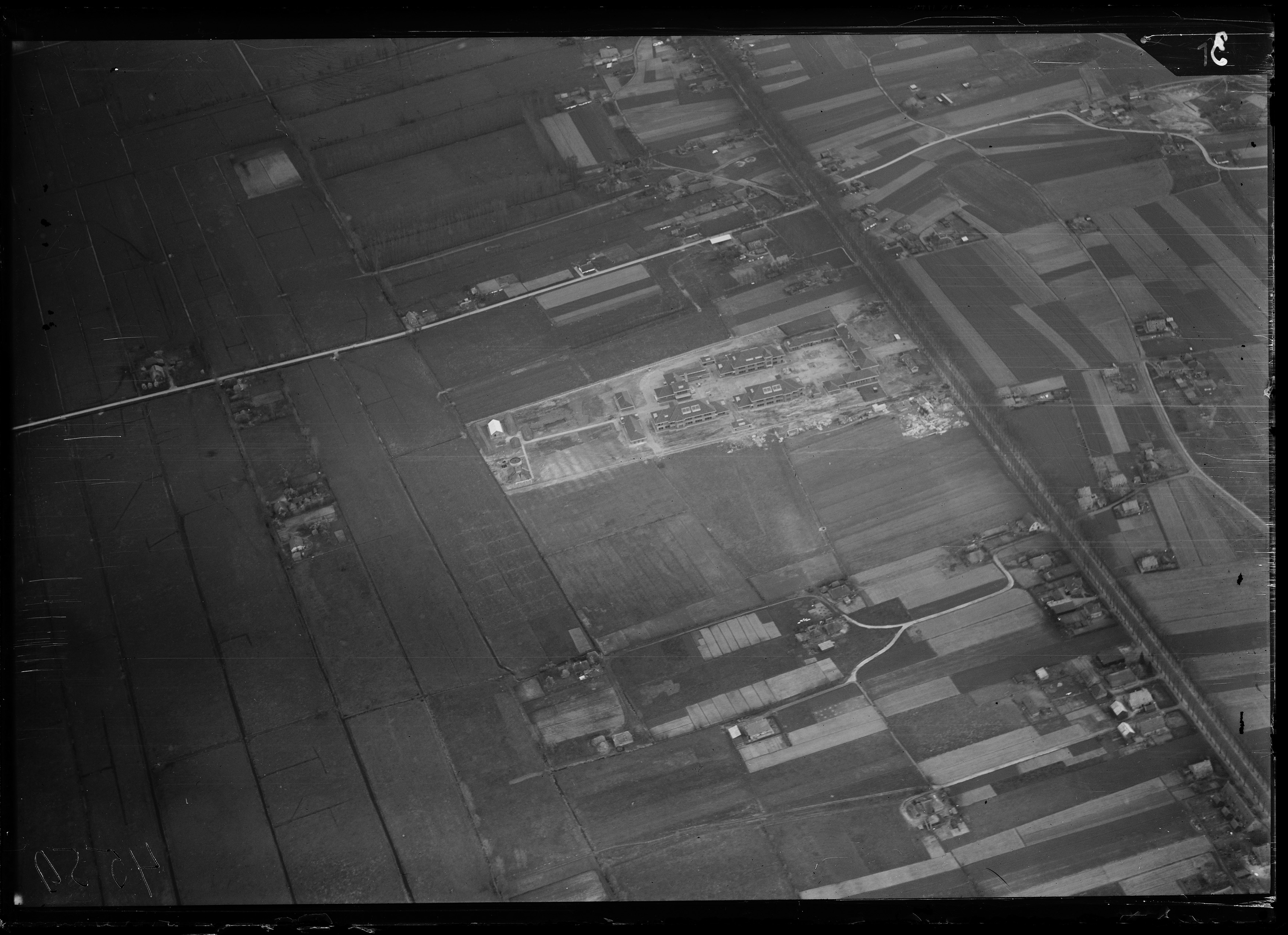
Willem de Zwijgerkazerne aan de Zuiderzeestraatweg, foto Luchtvaartafdeeling, 1920-1940

Wezep is een dorp aan de rand van de Veluwe, gelegen tussen Hattemerbroek en 't Loo, in de Nederlandse provincie Gelderland.
Wezep is ontstaan als esdorp.
Het kleine dorp werd vooral na de Tweede Wereldoorlog sterk uitgebreid. Wezep telt 12.415 inwoners. Het behoort tot de Gelderse gemeente Oldebroek, hoewel het gelijknamige dorp Oldebroek met 6.460 inwoners beduidend kleiner is.

## Voorzieningen en instellingen
In de omgeving van Wezep liggen enkele militaire kazernes. Ook is er ruimte voor recreatie, zoals tennisbanen (WTP), voetbalclub WHC en een zwembad "De Veldkamp". Er zijn twee muziekverenigingen, "Christelijke muziekvereniging De Eendracht" en de "Van Limburg Stirum Korpsen". Daarnaast heeft Wezep ook nog een korfbalvereniging, Rood-Wit, christelijke gymnastiek vereniging OLVO Wezep en een volleybalvereniging, VZK. In 1980 is de badmintonvereniging Badminton ´80 opgericht. Daarnaast is er ook een tafeltennisvereniging, TTV Wezep. Verder heeft Wezep ook diverse industrieterreinen. CêlaVíta en Plukon (eerder Friki) zijn bekende fabrikanten die hier gevestigd zijn. In Wezep zijn verscheidene basisscholen en een middelbare school, het Agnieten College. Daarnaast zijn er ook de verzorgingshuizen Weidebeek, Veldheem en Turfhorst.

### Buitenplaatsen
Wezep telt 21 inschrijvingen in het rijksmonumentenregister. Dit zijn voornamelijk buitenplaatsen met hun bijgebouwen, park- en tuinaanleg. Dit zijn De Oldhorst aan de Zuiderzeestaatweg 415 uit 1751, De Vollenhof aan de Zuiderzeestraatweg 417 uit de 19e eeuw en IJsselvliedt aan de IJsselvliedtlaan eveneens uit de 19e eeuw.

### Prinses Margrietkazerne
De Prinses Margrietkazerne ligt in het zuidelijke deel van Wezep grenzend aan de Oldebroekse Heide. Dit militaire terrein is een van de grootste van Nederland. Het terrein wordt hoofdzakelijk gebruikt voor schietoefeningen van het Artillerie Schietkamp dat gelegerd is in 't Harde. 
Op de kazerne zijn twee geniebataljons gelegerd: 
- 101 Geniebataljon, bestaande uit twee constructiecompagnieën en een brugcompagnie. De brugcompagnie is in 2011 naar het Engelsche Gat bij 's Hertogenbosch verhuisd.
- 11 Pantsergeniebataljon bestaat uit twee pantsergeniecompagnieën en een CBRN-Verdedigingscompagnie. CBRN staat voor Chemische, Biologische, Radiologische en Nucleaire oorlogvoering.

Verder is er een deel van het Opleidings- en Trainingscentrum Genie gevestigd.

### Wezepsche Heide
Ten zuidoosten van Wezep en ten westen van de snelweg A50 bevindt zich het natuurgebied De Wezepsche Heide. Dit natuurgebied bestaat voornamelijk uit hei en lichte bebossing. Waterbedrijf Vitens wint hier grondwater en het gebied is daarnaast voorzien van verschillende zandpaden voor bezoekers.

## Verkeer en vervoer

### Auto
Wezep ligt aan een snijpunt van autosnelwegen. De A28 (Groningen - Utrecht) en A50 (Eindhoven - Emmeloord). De laatstgenoemde loopt vanaf knooppunt Hattemerbroek tot Emmeloord door als N50. De Zuiderzeestraatweg tussen Zwolle en Amersfoort loopt door het dorp.

### Trein
Wezep heeft een goede verbinding per spoor: het station ligt aan de drukbereden Veluwelijn. Tweemaal per uur wordt Wezep per richting bediend door de stoptrein van station Zwolle naar Utrecht Centraal v.v.

### Bus
ComfortRRReis-lijn 305 (Zwolle - Nunspeet) van EBS stopt in Wezep. Daarnaast loopt buurtbus lijn 514 van EBS tussen station 't Harde en station Wezep door de dorpskern van Wezep heen. Bij station Wezep stopt ook buurtbus 502 die naar Vorchten gaat.

## Geboren
- Rudolph Theodorus van Pallandt van Eerde (1868-1913), politicus
- Martin Koopman (1956), voetbaltrainer en voormalig profvoetballer
- Humphrey Ludwig (1966-2011), auteur en moordenaar
- Lana Wolf (1975), zangeres en radiodeejay

## Bekende (voormalige) inwoners van Wezep
- Nel Snel (1908-1987), (hoorspel)actrice
- Jan Terlouw (1931-2025), fysicus, schrijver en politicus voor D66
- Hendrik Jan Korterink (1955-2020), misdaadjournalist
- Leo Blokhuis (1961), expert op het gebied van popmuziek
- Paul Blokhuis (1963), staatssecretaris van VWS
- Monique Knol (1964), wielrenkampioene
- Denis Mahmudov (1989), voetballer